# كين سوغيموري
كين سوغيموري (杉森建 سوغيموري كين) هو رسام ياباني ولد في 27 يناير 1966 في طوكيو.

## أعماله في الأنمي

### أفلام أنمي
- سلسلة أفلام بوكيمون
  - فيلم بوكيمون الأول: هجوم ميوتو (تصاميم الشخصيات الأصلية)
  - فيلم بوكيمون 2000: قوة الإتحاد (تصاميم الشخصيات الأصلية)
  - فيلم بوكيمون 3: إنتيه و تعويذة الأنون (تصاميم الشخصيات الأصلية)
  - فيلم بوكيمون فور إيفر: سيليبي صوت الغابة (تصاميم الشخصيات الأصلية)
  - بوكيمون هيروز: لاتيوس و لاتياس (تصاميم الشخصيات الأصلية)
  - فيلم بوكيمون: جيراتشي محقق الأماني (تصاميم الشخصيات الأصلية)
  - فيلم بوكيمون: مصير ديوكسيس (تصاميم الشخصيات الأصلية)

## أعماله في ألعاب الفيديو
- مينديل بالاس (مصمم الشخصيات)
- سمارت بول (مصمم الشخصيات)
- ماجيكال فانتاستيك وورلد (المخرج)
- ماريو و واريو (مصمم الجرافيكس)
- بالسمان (مصمم الشخصيات)
- سلسلة ألعاب بوكيمون
  - بوكيمون ريد/بلو (مصمم الشخصيات، مصمم البوكيمونات)
  - بوكيمون ستاديوم (مصمم الشخصيات الأصلية)
  - بوكيمون يلو (مصمم الشخصيات، مصمم البوكيمونات)
  - بوكيمون غولد/سيلفر (مصمم الجرافيكس، مصمم البوكيمونات، رسام العلبة والكتيب)
  - بوكيمون بازل تشالينج (مشرف عالم بوكيمون)
  - بوكيمون كريستال (مصمم الجرافيكس، مصمم البوكيمونات، رسام العلبة والكتيب)
  - بوكيمون روبي/سافاير (المخرج الفني، مصمم الجرافيكس، مصمم البوكيمونات، رسام العلبة والكتيب)
  - بوكيمون بوكس روبي آند سافاير (المصمم)
  - بوكيمون تشانل (المشرف)
  - بوكيمون داش (مصمم البوكيمونات والعلبة)
  - بوكيمون دياموند/بيرل (المخرج الفني، مصمم الجرافيكس، مصمم البوكيمونات)
  - بوكيمون بلاتينوم (المخرج الفني، مصمم الجرافيكس، مصمم البوكيمونات)
  - بوكيمون هارت غولد/سول سيلفر (مشرف تصميم البوكيمونات)
  - بوكيمون بلاك/وايت (مشرف تصميم البوكيمونات)
  - بوكيمون بلاك 2/وايت 2 (مشرف تصميم البوكيمونات)
  - بوكيمون إكس/واي (مشرف تصميم البوكيمونات)
  - بوكيمون أوميغا روبي/ألفا سافاير (مشرف تصميم البوكيمونات)
- دريل دوزر (المخرج، مصمم الشخصيات)

## وصلات خارجية
- كين سوغيموري على موقع IMDb (الإنجليزية)
- كين سوغيموري على موقع ميتاكريتيك (الإنجليزية)
- كين سوغيموري على موقع روتن توميتوز (الإنجليزية)
- كين سوغيموري على موقع ديسكوغز (الإنجليزية)
- كين سوغيموري على موقع قاعدة بيانات الفيلم (الإنجليزية)
- كين سوغيموري على موقع ANN person (الإنجليزية)

- صفحة Bulbapedia